# Az év ásványa

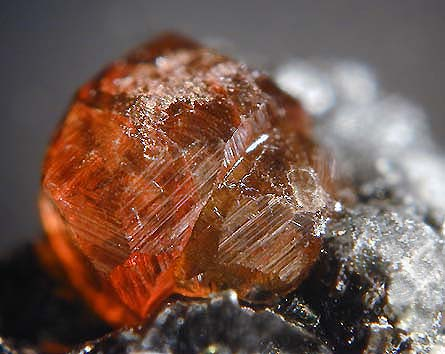
Vörös gránát

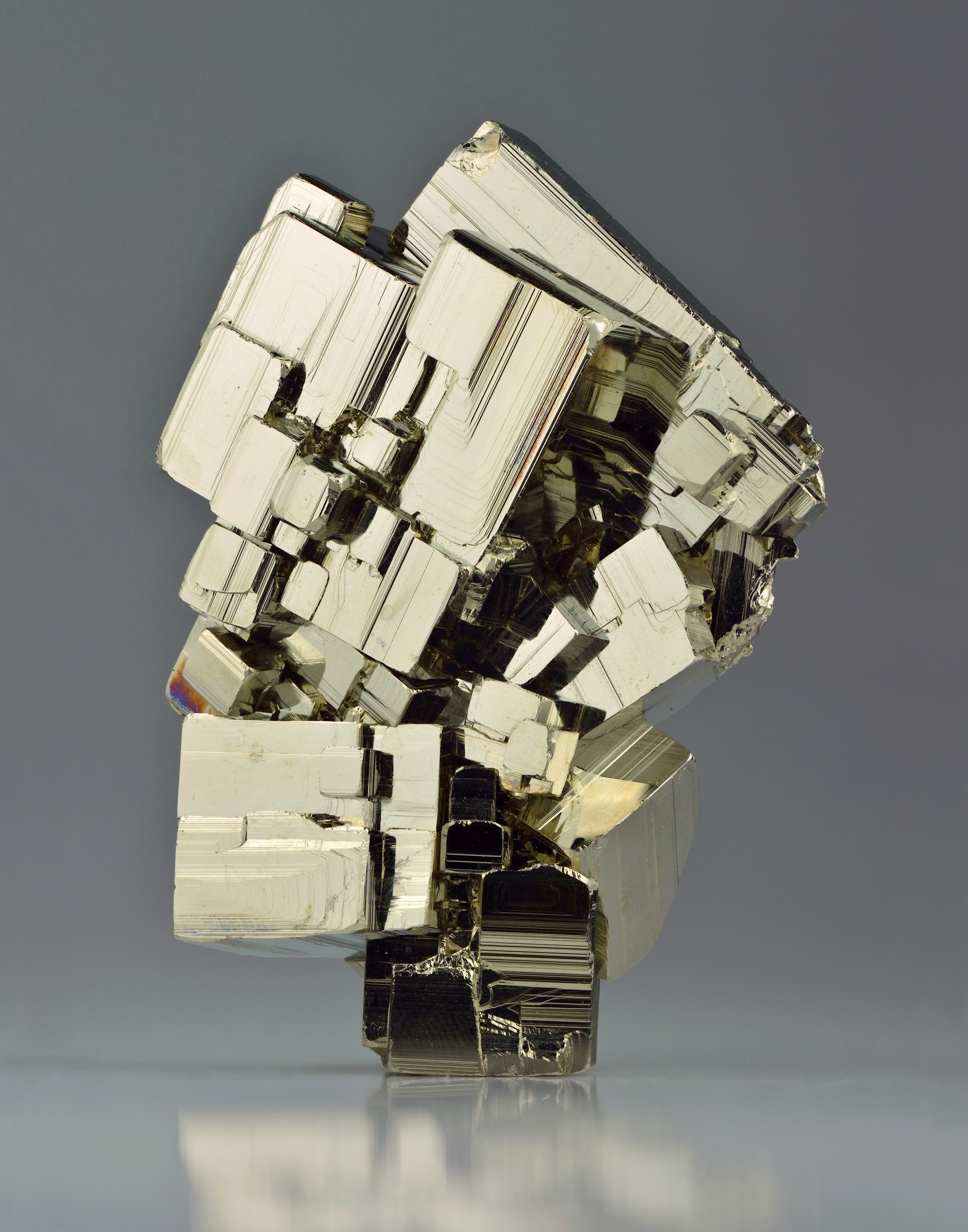
Pirit

A Magyarhoni Földtani Társulat 2015-ben indította el „Az év ásványa” és „Az év ősmaradványa” programot, melynek célja a földtudományok két pillérének, az ásványoknak és az ősmaradványoknak a népszerűsítése, valamint az ismeretterjesztés. Az év ásványa és az év ősmaradványa kiemelt szerepet kap a társulat adott évi programjain.

## Jelölések

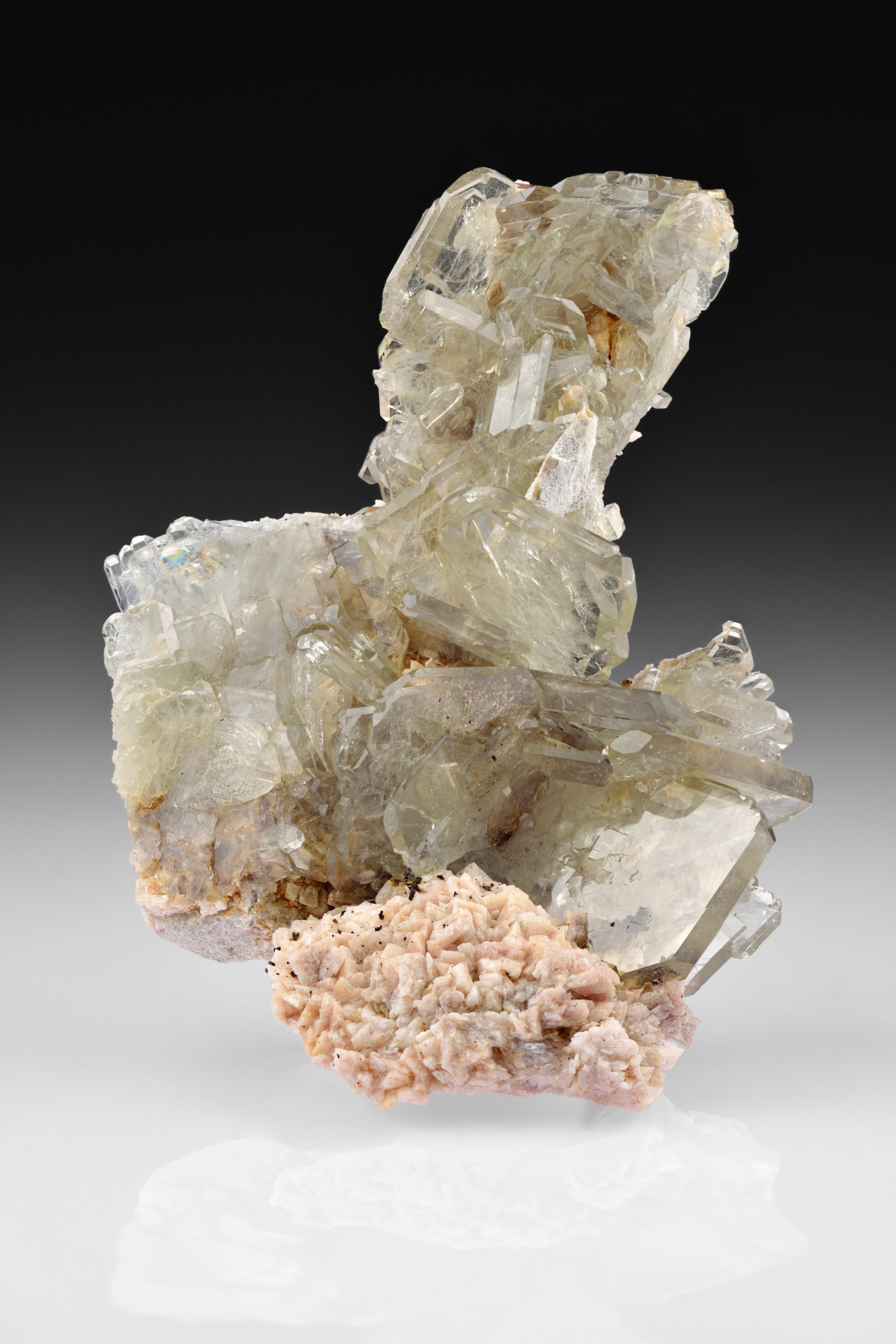
Barit

A Magyarhoni Földtani Társulat Ásványtan-Geokémiai Szakosztályának vezetősége 2015 októberében három jelöltet állított, amelyek közül internetes szavazás eredménye alapján került ki a nyertes.

### Jelölések a 2016-os év ásványára
- pirit
- barit
- gránát

A győztes ásvány az interneten leadott szavazatok 55%-ával lett első helyezett. A gránát tulajdonképpen egy ásványcsoport megnevezése. Sokféle, változatos színű, féldrágakőnek minősülő ásvány tartozik ide. Az átlátszótól a sárgán (grosszulár), barnán (andradit), zöldön (uvarovit) át a vörösig (almandin) számtalan árnyalatban létezik. A gránát nevet a latin granum (gabonaszem) szóból kapta, mert kristályainak alakja rendszerint kerek, legömbölyített formájú.

### Jelölések a 2017-es év ásványára
- gipsz
- kvarc
- malachit-azurit páros

A győztes ásvány a kvarc lett, amely egy ásványcsoport összefoglaló neve. Néhány előforduló fajtája a teljesség igénye nélkül: ametiszt, aventurin, citrin, füstkvarc, hegyikristály, kvarc-macskaszem, prazem, rózsakvarc, sólyomszem, tigrisszem, kalcedon.

### Jelölések a 2018-as év ásványára[3]
- fluorit
- kalcit
- szfalerit

A győztes ásvány a fluorit lett.

### Jelölések a 2019-es év ásványára[4]
- galenit
- kősó
- olivin

A győztes ásvány a galenit lett.

### Jelölések a 2020-as év ásványára[5]
- barit
- apatit
- turmalincsoport

A győztes a turmalincsoport lett.

### Jelölések a 2021-es év ásványára[6]
A 2021. év ásványa választás a járványhelyzet miatt elmaradt.

### Jelölések a 2022-es év ásványára[7]
- magnetit
- kaolinit
- gipsz

A győztes a magnetit lett.

### Jelölések a 2023-as év ásványára[8]
- goethit
- csillám-(csoport)
- antimonit

A győztes az antimonit lett.

### Jelölések a 2024-as év ásványára
- cirkon
- földpát
- korund

A győztes a korund lett.

## Nyertesek
- 2016-ban: gránát
- 2017-ben: kvarc
- 2018-ban: fluorit
- 2019-ben: galenit
- 2020-ban: turmalincsoport
- 2021-ben: elmaradt a választás
- 2022-ben: magnetit
- 2023-ban: antimonit
- 2024-ben: korund
- 2025-ben: opál